# Alenquer
Alenquer és un municipi portuguès, situat al districte de Lisboa, a la regió del Centre i a la Subregió de l'Oeste. L'any 2006 tenia 44.791 habitants. Limita al nord amb Cadaval, a l'est amb Azambuja, al sud amb Vila Franca de Xira i Arruda dos Vinhos, al sud-oest amb Sobral de Monte Agraço i a l'oest amb Torres Vedras.

## Població
| Població del concelho d'Alenquer (1801 – 2004) | Població del concelho d'Alenquer (1801 – 2004) | Població del concelho d'Alenquer (1801 – 2004) | Població del concelho d'Alenquer (1801 – 2004) | Població del concelho d'Alenquer (1801 – 2004) | Població del concelho d'Alenquer (1801 – 2004) | Població del concelho d'Alenquer (1801 – 2004) | Població del concelho d'Alenquer (1801 – 2004) | Població del concelho d'Alenquer (1801 – 2004) |
| ---------------------------------------------- | ---------------------------------------------- | ---------------------------------------------- | ---------------------------------------------- | ---------------------------------------------- | ---------------------------------------------- | ---------------------------------------------- | ---------------------------------------------- | ---------------------------------------------- |
| 1801                                           | 1849                                           | 1900                                           | 1930                                           | 1960                                           | 1981                                           | 1991                                           | 2001                                           | 2004                                           |
| 10569                                          | 10005                                          | 24774                                          | 30015                                          | 34998                                          | 34575                                          | 34098                                          | 39180                                          | 42932                                          |

## Freguesies
- Abrigada
- Aldeia Galega da Merceana
- Aldeia Gavinha
- Cabanas de Torres
- Cadafais
- Carnota
- Carregado
- Meca
- Olhalvo
- Ota
- Pereiro de Palhacana
- Ribafria
- Santo Estêvão (Alenquer)
- Triana (Alenquer)
- Ventosa
- Vila Verde dos Francos